# 歐洲擬鯉
歐洲擬鯉（学名：Leucos ylikiensis）为輻鰭魚綱鯉形目雅羅魚科擬鯉屬的其中一種，該物種被IUCN列為瀕危保育類動物，分布於歐洲希臘Yliki湖和Paralimni湖，體長可達28.5公分，棲息在湖泊靜止水域，屬雜食性，卵季節可能發生在三月至五月，因棲地喪失備受威脅。。